# Бонамико, Марко
Марко Бонамико (итал. Marco Bonamico; 18 января 1957, Генуя — 4 августа 2025, Болонья) — итальянский баскетболист, чемпион Европы, призёр летних Олимпийских игр, участник двух Олимпиад.

## Карьера
В начале своей карьеры каждый сезон менял клубы. Начал баскетбольную карьеру в сезоне 1975—1976 годах в клубе «Виртусе», в следующем клубе выступал за «Фортитудо» (Болонья), а затем ещё сезон сыграл в «Виртусе». Затем провёл сезон 1978—1979 годов в «Сиене», а сезон 1979—1980 годов — в «Олимпия» (Милан). Снова вернулся в «Виртус», за который на этот раз сыграл шесть сезонов подряд (1980—1986). В 1989—1993 годах представлял «Либертус Форли». Завершил свою карьеру в 1995 году выступая за клуб «Pallalcesto Amatori Udine».
На летней Олимпиаде 1980 года в Москве команда Италии, в составе которой играл Бонамико, завоевала серебряные награды. Через четыре года в Лос-Анджелесе итальянцы заняли пятое место.